# Parábola de los talentos

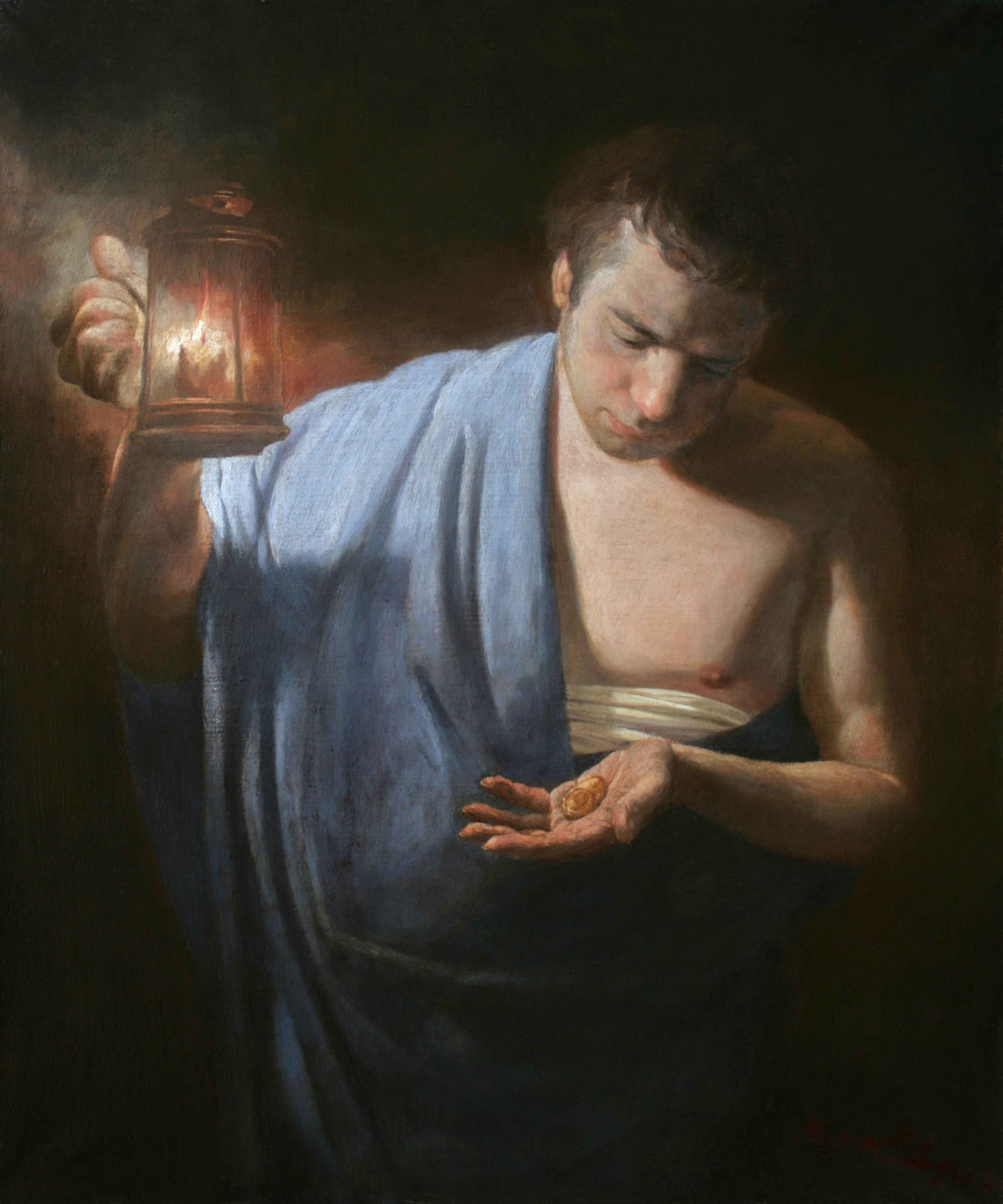
Parábola de los talentos (2013), pintura al óleo sobre lienzo de A. N. Mironov.

La parábola de los talentos es una comparación (mashal) que forma parte del Evangelio de Mateo (25,14-30), y que tiene en la llamada parábola de las minas o parábola de las diez onzas del Evangelio de Lucas (19, 11-27) un texto con paralelismos evidentes que ilustra la misma idea. Los dos evangelios ponen esta enseñanza en labios de Jesús de Nazaret.
En Mateo, la parábola de los talentos se ubica a continuación de la parábola de las diez vírgenes, y forma parte de un largo discurso que tiene por eje principal el tema de la vigilancia con motivo del juicio final.
El significado de la parábola de los talentos ha sido largamente debatido, particularmente en referencia a lo que la parábola pudo criticar cuando fue pronunciada durante el ministerio de Jesús.
Sin embargo, la enseñanza fundamental en el marco del cristianismo es clara: que Dios confía sus dones o talentos a los hombres con la obligación de que los desarrollen, que espera una respuesta fructífera por parte de cada hombre, y que la inactividad —por miedo, exceso de precaución o cobardía, pereza, o simple omisión consciente— en hacer rendir los talentos recibidos es criticada por el propio Jesús.

## Versiones de la parábola
Existen tres versiones de la parábola:
1. la del Evangelio de Mateo 25, 14-30;
2. la del Evangelio de Lucas 19, 12-27; y
3. la del Evangelio de los nazarenos, un escrito apócrifo del siglo II.

A continuación se muestran los pasajes que incluyen la parábola de los talentos de Mateo y la parábola de las minas de Lucas. Se remarca en color y negrita aquellas expresiones que implican paralelismos evidentes entre los núcleos de las versiones de esos dos evangelios sinópticos.

Parábola de los talentos
Evangelio de Mateo 25,14-30
14(El Reino de los Cielos) Es también como un hombre que, al ausentarse, llamó a sus siervos y les encomendó su hacienda: 15a uno dio cinco talentos, a otro dos y a otro uno, a cada cual según su capacidad; y se ausentó. 16Enseguida, el que había recibido cinco talentos se puso a negociar con ellos y ganó otros cinco. 17Igualmente el que había recibido dos ganó otros dos. 18En cambio, el que había recibido uno fue, cavó un hoyo en tierra y escondió el dinero de su señor. 19Al cabo de mucho tiempo, volvió el señor de aquellos siervos y se puso a ajustar cuentas con ellos. 20Se llegó el que había recibido cinco talentos y presentó otros cinco, diciendo: “Señor, cinco talentos me entregaste; aquí tienes otros cinco que he ganado.”  21Su señor le dijo: “¡Bien, siervo bueno y fiel!; ya que has sido fiel en lo poco, voy a ponerte al frente de mucho. Entra en el gozo de tu señor.” 22Se llegó también el de los dos talentos, y dijo: “Señor, dos talentos me entregaste; aquí tienes otros dos que he ganado.” 23Su señor le dijo: “¡Bien, siervo bueno y fiel!; ya que has sido fiel en lo poco, voy a ponerte al frente de mucho. Entra en el gozo de tu señor.” 24Se llegó también el que había recibido un talento, y dijo: “Señor, sé que eres un hombre duro, que cosechas donde no sembraste y recoges donde no esparciste. 25Por eso, me dio miedo y fui a esconder bajo tierra tu talento. Mira, aquí tienes lo que es tuyo.” 26Mas su señor le respondió: “¡Siervo malo y perezoso! Si sabías que cosecho donde no sembré y recojo donde no esparcí, 27debías haber entregado mi dinero a los banqueros. De ese modo, al volver yo, habría cobrado lo mío con los intereses. 28Quitadle, por lo tanto, el talento y dádselo al que tiene los diez talentos. 29Porque a todo el que tiene se le dará y le sobrará, pero al que no tiene, se le quitará hasta lo que tiene. 30Y a ese siervo inútil, echadle a las tinieblas de fuera. Allí será el llanto y el rechinar de dientes.
Parábola de las minas
Evangelio de Lucas 19, 11-27
11Mientras la gente escuchaba estas cosas, añadió una parábola. (Estaba él cerca de Jerusalén, y creían ellos que el Reino de Dios aparecería de un momento a otro.) 12Dijo, pues: «Un hombre noble marchó a un país lejano, para recibir la investidura real y regresar. 13Llamó a diez siervos suyos, les dio sendas minas y les dijo: “Negociad hasta que vuelva.” 14Pero sus ciudadanos lo odiaban y enviaron detrás de él una embajada que dijese: “No queremos que ese reine sobre nosotros.” 15«Cuando regresó, después de recibir la investidura real, mandó llamar a aquellos siervos suyos, a los que había confiado el dinero, para saber lo que había ganado cada uno. 16Se presentó el primero y dijo: “Señor, tu mina ha producido diez minas.” 17Le respondió: “¡Muy bien, siervo bueno!; ya que has sido fiel en lo insignificante, toma el gobierno de diez ciudades.” 18Vino el segundo y dijo: “Tu mina, Señor, ha producido cinco minas.” 19Dijo a este: “Ponte tú también al mando de cinco ciudades.” 20«Vino el otro y dijo: “Señor, aquí tienes tu mina, que he tenido guardada en un lienzo. 21Es que tenía miedo de ti, pues eres un hombre severo; que tomas lo que no pusiste, y cosechas lo que no sembraste.” 22Le respondió: “Por tus propias palabras te juzgo, siervo malo. Si sabías que yo soy un hombre severo, que tomo lo que no puse y cosecho lo que no sembré, 23¿por qué no colocaste entonces mi dinero en el banco? De ese modo, al volver yo, lo habría cobrado con los intereses.” 24Dijo entonces a los presentes: “Quitadle la mina y dádsela al que tiene las diez minas.” 25Le respondieron: “Señor, tiene ya diez minas.” – 26“Os digo que a todo el que tiene, se le dará; pero al que no tiene, se le quitará hasta lo que tiene.” 27«”Y a esos enemigos míos, que no querían que yo reinara sobre ellos, traedlos aquí y matadlos delante de mí.”»

La tercera versión pertenece al Evangelio de los nazarenos, y se considera que es la que se diferencia más de la forma que tenía la parábola en su origen. En ella se presentan tres siervos:
1. Un siervo que multiplicó el dinero confiado;
2. Otro siervo que enterró el talento;
3. Un tercer siervo, propio del Evangelio de los nazarenos, que dilapidó el dinero con prostitutas y tocadoras de flauta.

El primer siervo recibe la aprobación de su señor; el segundo es solamente censurado; el tercero es metido en prisión. Esta mutación de la parábola que enfatiza la infidelidad del tercer siervo en la vida disipada (cf. Lc 15, 30; 12, 45), tuvo probablemente una intención moralizante en el marco de la Iglesia judeocristiana.

## Fuente y tipo de parábola

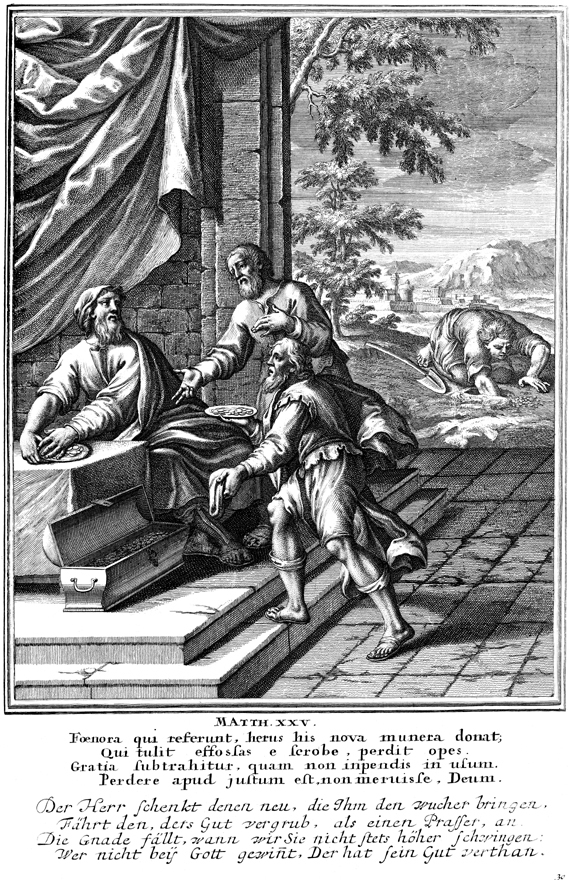
Un grabado de 1712 realizado en madera, que representa la parábola de los talentos. Dos servidores presentan a su señor los talentos ganados mientras que, en el fondo a la derecha, un tercer servidor busca el talento que había enterrado.

C. H. Dodd sugirió que el número de palabras en que coinciden la parábola de los talentos en Mateo (25,14-30) y la de las minas en Lucas (19,12-27) no basta para afirmar con probabilidad que ambos evangelistas emplearon la misma fuente próxima. Sin embargo, existe una amplia aceptación entre los especialistas actuales de que la parábola de los talentos es un pasaje que tendría por origen a la fuente Q, una fuente hipotética común al Evangelio de Mateo y al de Lucas. Al respecto, Joseph A. Fitzmyer señaló:

Los comentaristas antiguos (especialmente, los católicos) solían considerar las dos recensiones (la de Mateo y la de Lucas) como dos parábolas distintas, pronunciadas por Jesús en diferentes contextos y dirigidas a distintos auditorios (por ejemplo, A. Feuillet, L. Fonck, N. Geldenhuys, P. Joüon, J. Knabenbauer, A. Plummer, P. Schanz, J. M. Vosté, T. Zahn, y otros). Actualmente, esa interpretación está prácticamente abandonada, sobre todo por los evidentes paralelismos entre los núcleos de las dos versiones (Lucas 19,13.15b-23.24b.26 equivalente a Mateo 25,15.19-27.28.29) y por fórmulas comunes (o casi idénticas) como «siervo bueno» (empleado cumplidor, Lucas 19,17), «tenía miedo de ti» (19,21), «porque eres hombre exigente» (19,21), «cosechas lo que no sembraste» (reclamas lo que no prestas, 19,21), «siervo malo» (inútil, 19,22), «con que sabías» (19,22), «siego lo que no siembro» (19,22), «mi dinero en el banco» (19,23), «al volver yo, lo habría cobrado con los intereses» (19,23), «quitadle a éste la onza» (19,24), «dádsela al que tiene diez» (19,24), «al que no tiene (produce), se le quitará hasta lo que tiene» (19,26). Estos paralelismos sugieren que, en realidad, las dos versiones responden a una única parábola primitiva. […] Para la gran mayoría de los intérpretes, tanto Mateo como Lucas tomaron de «Q» el núcleo de la parábola (véase 1,142; cf. S. Schulz, Q:Die Spruchquelle, 288-298).
Joseph A. Fitzmyer

Se trata de una parábola con significación alegórica. En efecto, se presenta deliberadamente con una estructura artificiosa (Manuel de Tuya remarca entre otros puntos que, por emprender un viaje con regreso, no es común que se confíe una hacienda cuyo valor resulta exorbitante). Esto subraya que la parábola tiene un sentido eminentemente pedagógico. Según Joachim Jeremias, la concordancia que existe entre las versiones de Mateo y Lucas permite suponer que las alegorías usadas no son producto de la redacción de los evangelistas, sino que pertenecen a una tradición que antecede la redacción de esos evangelios.

## El talento como medida
La cantidad que deposita el señor en manos de sus siervos es extraordinaria por lo inmensa. El talento, más que una unidad monetaria, era una medida de peso: en el siglo I, un talento de plata equivalía aproximadamente a unos 23,16 kg de plata, es decir, unos 6000 denarios, y cada denario correspondía aproximadamente al salario diario de un operario (Mateo 20:2), es decir, un talento equivalía aproximadamente al importe de dieciséis años de trabajo de un jornalero. El historiador Flavio Josefo (Antigüedades judías 17, 318 y siguientes) calculó que Herodes Antipas percibía de impuestos unos 200 talentos por año; Filipo, 100; Arquelao, 400 o 600, y Salomé, 60; es decir, la totalidad del territorio aportaba aproximadamente 760 a 960 talentos en impuestos por año.

## Análisis del texto
A continuación se señala el significado dado por distintos académicos a los diferentes versículos de la versión del Evangelio de Mateo.
v. 15. En Mateo, el señor distribuye el dinero a partes desiguales, con arreglo a la capacidad que cada uno de los criados tiene a los ojos del señor, a diferencia de lo que sucede en la versión del Evangelio de Lucas. En la parábola, el señor no entrega los talentos para medir o poner a prueba la capacidad de los siervos, sino para que los multipliquen durante su ausencia.
v. 16-17. No se dice la manera en que los dos primeros servidores consiguen doblar el capital que se les ha entregado, lo que significa que no tiene interés a los efectos de la enseñanza de la parábola. En los dos casos, el rendimiento obtenido es el mismo.
v. 18. Enterrar el dinero era usual durante los conflictos bélicos cuando corría el riesgo de caer en manos enemigas y, según el derecho rabínico, quien enterraba un depósito no estaba obligado a compensación en caso de robo. El tercer servidor se ocupa solamente de evitar el riesgo. El dinero enterrado no se pierde, pero tampoco se incrementa ni le da trabajo alguno.
v. 19: «se puso a ajustar cuentas con ellos». La intención es destacar que se pedirán cuentas. Es posible reconocer aquí que la parábola en su forma original iba dirigida a las autoridades de la Iglesia.
v. 20-23. En la rendición de cuentas de los dos primeros servidores, el evangelio salta súbitamente de una realidad profana a una religiosa. «Te pondré al cargo de lo mucho» puede significar que el premio a la fidelidad consistirá en que se recibirán responsabilidades más serias; el ser admitido en el gozo de su señor significa que se otorgará al siervo una mayor intimidad con el dueño. La reacción del señor parece respaldarse en el concepto rabínico que consideraba que la fidelidad en las cosas pequeñas hace grande a un hombre a los ojos de Dios. Para Schmid, las palabras «Entra en el gozo de tu señor» no cuadran en la boca de un hombre satisfecho por el mero aumento de su capital, y pueden referirse solamente a la vida eterna.
v. 24. Este versículo, que no debería alegorizarse, indica que el dueño es exigente; ésta es ciertamente la intención de toda la parábola. El tercer siervo nada ha perdido, pero tampoco ha ganado nada. Al menos podía haber entregado la suma a los banqueros, que daban crecidos intereses en tiempos del Nuevo Testamento.
v. 28: «dádselo al que tiene diez». Tampoco es un rasgo alegórico que se dé un talento más al siervo que recibió diez; sirve para introducir la sentencia del v. 29.
v. 29. Esta sentencia paradójica quiere indicar que los poderes otorgados a los discípulos crecen con el uso y disminuyen con el desuso. El castigo por este tipo de infidelidad (omisión) es tan severo como el que corresponde a pecados más positivos (acciones).

## «A todo el que tiene se le dará...»

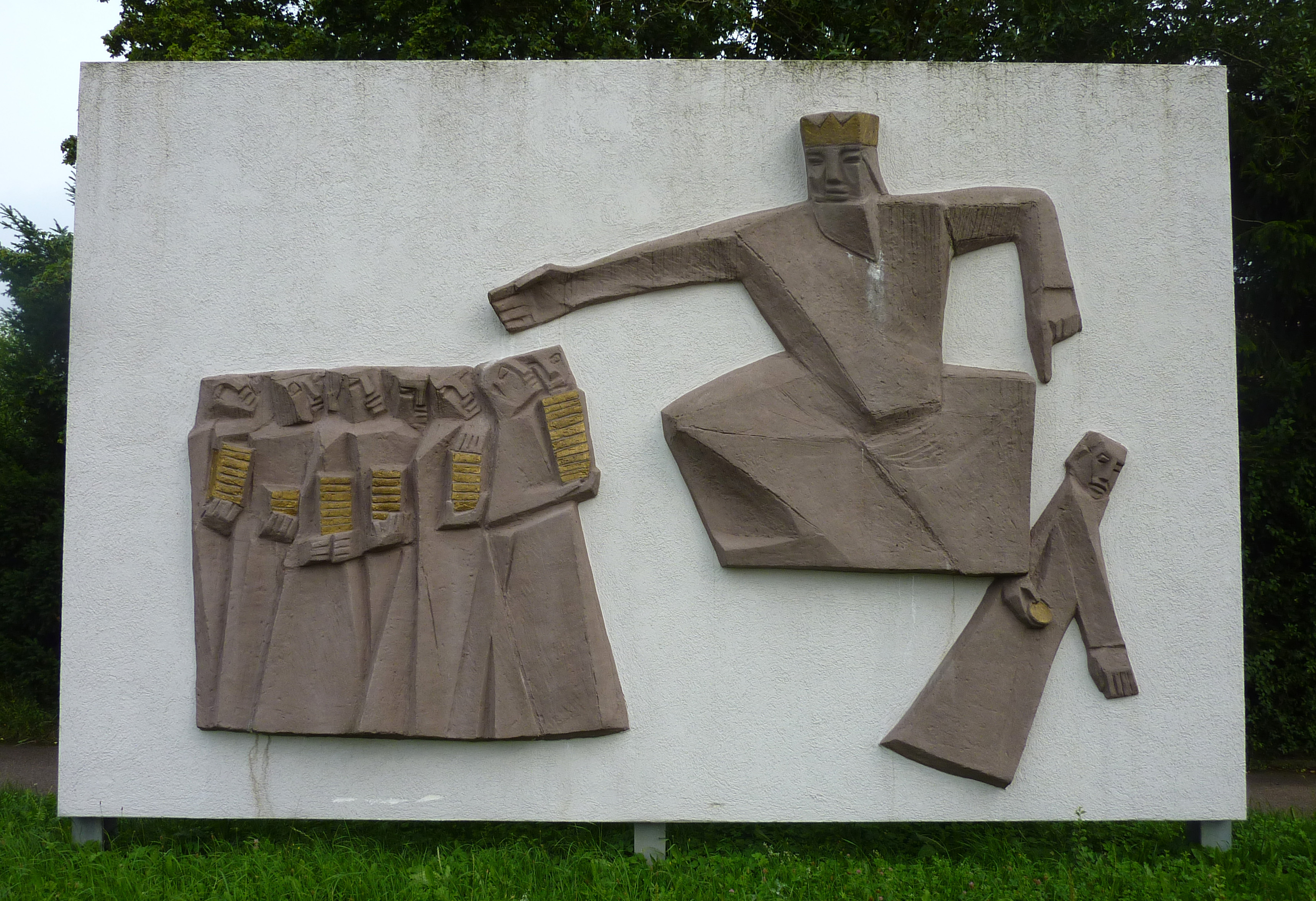
Die anvertrauten Pfunde (El talento confiado), obra de Paulamaria Walter del año 1963. Wege zur Kunst, en Schwäbisch Gmünd.

Al final de la parábola de Mateo y de Lucas se ubica un logion, un dicho o sentencia breve puesta en labios de Jesús y que oficia como una conclusión secundaria generalizante.

Parábola de los talentos
Evangelio de Mateo 2529Porque a todo el que tiene se le dará y le sobrará, pero al que no tiene, se le quitará hasta lo que tiene.
Parábola de las minas
Evangelio de Lucas 1926Os digo que a todo el que tiene, se le dará; pero al que no tiene, se le quitará hasta lo que tiene.

Muchas parábolas cuentan con logia añadidos al final que resultan secundarios en el contexto. El reconocimiento de que estas conclusiones son secundarias en el contexto es de gran importancia para la comprensión de las parábolas, ya que la nueva conclusión desplaza el énfasis hacia otro tema. Las parábolas correspondientes, al añadirles una sentencia general final, suelen recibir un sentido moralizante que, como en este caso, no se corresponde con el sentido de la parábola original.